# Nicholas Roderick O'Conor
Sir Nicholas Roderick O'Conor, född 3 juli 1843 i Dundermott, grevskapet Roscommon, död 19 mars 1908 i Konstantinopel, var en brittisk (irländsk) diplomat.
O'Conor, som ledde sina anor från Irlands siste infödde kung, Ruaidrí Ua Conchobair, inträdde 1866 på diplomatbanan, var 1883–1886 legationssekreterare i Peking och förde där 1885 som chargé d'affaires de viktiga underhandlingarna med Kina om Port Hamilton och Kinas erkännande av det brittiska väldet i Burma. 
O'Conor var 1887–1892 brittisk generalkonsul och diplomatisk agent i Sofia och stärkte därunder väsentligt det brittiska inflytandet i Bulgarien. Åren 1892–1895 var han envoyé i Peking, erhöll knightvärdighet 1895 och var 1895–1898 brittiskt sändebud i Sankt Petersburg, där han bland annat förhandlade om Port Arthur. Hans energiska åberopande av ett ryskt löfte om denna plats utrymmande vållade en så skarp konflikt med ryske utrikesministern Michail Muravjov, att han måste återkallas.
O'Conor var därefter till sin död brittisk ambassadör i Konstantinopel, där han bland annat genomdrev en gränsuppgörelse på Sinaihalvön mellan Egypten och Syrien och en annan på Arabiska halvön rörande det brittiska området vid Aden.

## Fotnoter
1. ↑  Darryl Roger Lundy, The Peerage, The Peerage person-ID: p54401.htm#i544003, läst: 9 oktober 2017.[källa från Wikidata]
2. ↑  Dictionary of Irish Biography, Royal Irish Academy, id-nummer i Dictionary of Irish Biography: 006658, läs online.[källa från Wikidata]
3. 1 2 3 4  British Diplomatic Directory (1820-2005), Foreign and Commonwealth Office.[källa från Wikidata]
4. ↑  The Peerage person-ID: p54401.htm#i544003, läst: 7 augusti 2020.[källa från Wikidata]
5. 1 2 3 4 5  Darryl Roger Lundy, The Peerage.[källa från Wikidata]